# Rattus hainaldi
Rattus hainaldi is een rat die voorkomt op Flores in het zuidoosten van Indonesië. Er is slechts één exemplaar bekend; een tweede, juveniel dier is voorlopig tot deze soort gerekend. Beiden zijn rond 1990 op Flores gevangen door een expeditie van het Western Australian Museum en het Museum Zoologicum Bogoriense. De soort is genoemd naar ene Mr Hainald die hielp bij de bureaucratische aspecten van de expeditie naar Flores.
Dit is een kleine rat met een lange staart. De rug is oranjebruin, met donkerbruine vlekken, de buikvacht is gebroken wit, met lichtgrijze vlekken. De vacht is zacht.
In onderstaande tabel zijn gegevens over de grootte opgenomen:
| Variabele             | Holotype | Mogelijk tweede exemplaar (juveniel) |
| --------------------- | -------- | ------------------------------------ |
| Gewicht (g)           | 81       | 22,6                                 |
| Kop-romplengte (mm)   | 133,4    | 81,2                                 |
| Staartlengte (mm)     | 161,1    | 129,2                                |
| Achtervoetlengte (mm) | 29,5     | 26,6                                 |
| Oorlengte (mm)        | 21,1     | 16,9                                 |
| Schedellengte (mm)    | 35,1     | 29,1                                 |

Aziatische zwarte rat (Rattus tanezumi)
· Bruine rat (Rattus norvegicus)
· Engganorat (Rattus enganus)
· Nillubergrat (Rattus montanus)
· Polynesische rat (Rattus exulans)
· Rattus adustus
· Rattus andamanensis
· Rattus arfakiensis
· Rattus argentiventer
· Rattus arrogans
· Rattus baluensis
· Rattus blangorum
· Rattus bontanus
· Rattus burrus
· Rattus ceramicus
· Rattus colletti
· Rattus detentus
· Rattus elaphinus
· Rattus everetti
· Rattus facetus
· Rattus feileri
· Rattus feliceus
· Rattus fuscipes
· Rattus giluwensis
· Rattus hainaldi
· Rattus halmaheraensis
· Rattus hoffmanni
· Rattus hoogerwerfi
· Rattus jobiensis
· Rattus koopmani
· Rattus korinchi
· Rattus leucopus
· Rattus losea
· Rattus lugens
· Rattus lutreolus
· Rattus macleari
· Rattus marmosurus
· Rattus mindorensis
· Rattus mollicomulus
· Rattus mordax
· Rattus morotaiensis
· Rattus nativitatis
· Rattus nikenii
· Rattus niobe
· Rattus nitidus
· Rattus novaeguineae
· Rattus ombirah
· Rattus omichlodes
· Rattus osgoodi
· Rattus palmarum
· Rattus pelurus
· Rattus pococki
· Rattus praetor
· Rattus pyctoris
· Rattus ranjiniae
· Rattus richardsoni
· Rattus sakeratensis
· Rattus salocco
· Rattus sanila
· Rattus satarae
· Rattus simalurensis
· Rattus sordidus
· Rattus steini
· Rattus stoicus
· Rattus taliabuensis
· Rattus tawitawiensis
· Rattus timorensis
· Rattus tiomanicus
· Rattus tunneyi
· Rattus vandeuseni
· Rattus verecundus
· Rattus villosissimus
· Rattus xanthurus
· Zwarte rat (Rattus rattus)